# Nora Midtsundstad
Nora Midtsundstad (* 10. Juli 2003 in Kongsvinger) ist eine norwegische Skispringerin und Nordische Kombiniererin.

## Werdegang
Midtsundstad nahm in den Jahren 2018 und 2019 an Kinder- und Jugendwettbewerben der Nordischen Kombination teil. Ihr größter Erfolg in dieser Sportart ist die Goldmedaille mit dem Mixed-Team bei den Olympischen Jugend-Winterspielen 2020.
Parallel dazu betrieb sie auch das Spezialspringen und debütierte am 9. Februar 2019 in Rastbüchl im FIS Cup, wo ihr auf Anhieb Platz 15 gelang. Fünf Tage später startete die damals 16-Jährige in Lillehammer erstmals im Continental Cup. Anfang 2020 gehörte Midtsundstad zur norwegischen Springerauswahl für die Jugend-Winterspiele und die Junioren-WM. Dort nahm sie zwei Jahre später erneut teil und gewann mit dem Mixed-Team die Bronzemedaille. Zum Saisonfinale 2021/22 gab die Norwegerin ihr Debüt im Weltcup und holte dort am 4. Dezember 2022 erstmals Punkte.
Sie ist die jüngere Schwester der Nordischen Kombiniererin und Skispringerin Hanna Midtsundstad.

## Erfolge

### Skispringen

#### Continental-Cup-Siege im Einzel
| Nr. | Datum             | Ort       | Typ           |
| --- | ----------------- | --------- | ------------- |
| 01. | 9. Dezember 2022  | Vikersund | Normalschanze |
| 02. | 10. Dezember 2022 | Vikersund | Normalschanze |
| 03. | 11. Dezember 2022 | Notodden  | Normalschanze |

## Statistik

### Skispringen

#### Weltcup-Platzierungen
| Saison  | Platz | Punkte |
| ------- | ----- | ------ |
| 2022/23 | 039.  | 078    |

#### Grand-Prix-Platzierungen
| Saison | Platz | Punkte |
| ------ | ----- | ------ |
| 2023   | 048.  | 016    |

#### Intercontinental-Cup-Platzierungen
| Saison  | Platz | Punkte |
| ------- | ----- | ------ |
| 2023/24 | 016.  | 215    |
| 2024/25 | 037.  | 168    |

#### Continental-Cup-Platzierungen
| Saison  | Platz | Punkte |
| ------- | ----- | ------ |
| 2021/22 | 069.  | 034    |
| 2022/23 | 001.  | 609    |